# Zuphiini
Los zufiínos (Zuphiini) son una tribu de coleópteros adéfagos  perteneciente a la familia Carabidae con 120 especies descritas.

## Géneros
Tiene los siguientes géneros:
- Atongolium - Parazuphium - Polystichus - Pseudaptinus - Thalpius - Zuphium[3]